# Agalliana pauliana
Agalliana pauliana är en insektsart som beskrevs av Evans 1954. Agalliana pauliana ingår i släktet Agalliana och familjen dvärgstritar. Inga underarter finns listade i Catalogue of Life.